# サドルバック教会
サドルバック・バレー・コミュニティー教会（英語: Saddleback Valley Community Church）は、南カリフォルニア、オレンジ郡のレイクフォレストにある、キリスト教バプテスト派の教会であった。しかし、現在は教会公式HPで、「お問い合わせ→サドルバック教会はどんな教会ですか？」の質問に対して「サドルバッグ教会は、特定の宗派に属さない教会です(Saddleback Church is a non-denominational church)」と説明されている。
教会は、リック・ウォレン牧師によって1980年に建てられた（開拓伝道）。「世」と「教会」の二分化や信仰の内面化に対して「否」を唱え、十字架と復活の主イエス・キリストに積極的に世にあって仕えることを奨励し、現代世界に対する責任や社会的使命を大切にするように呼びかけている。教会の活動には、今日およそ週に22000人が参加し、120エーカーのキャンパスがある。そして300を超える奉仕がある。たとえば、囚人や、社長、中毒者(麻薬、アルコール)、シングルの親、HIV感染者などであり、様々な人に対して奉仕をしている。最近では、野宿者の4万2000の人々に「1日3食を40日間」の食料援助を行った。。

## 教会設立の歴史[3]
リック・ウォレンによると、サドルバック教会はウォレンが19歳で南部バプテストの牧師であったときに、預言的なビジョンによってはじめられたと、語っている。ウォレンの転換期は、1973年の11月に来た。親友のデニーとパプテスト大学を休み、そして350マイル離れたジヤックターホテルで行われた、W.A.クリスフェール氏の講演を聴きにいった時だとされる。礼拝のあとウォレンは、クリスフェール氏と握手するために列に並んだ。
| 「 | 「礼拝のあとに私の兄弟と私は、クリスウェール氏と握手するために列に立った。わたしが最後にたどり着くと、予期しないことが起きた。クリスウェル氏が私を親切そうに見て、そして力強く言った。 『若い人よ。私はあなたの手を握った時あなたのために祈りました。』彼は私の頭に手を置き、そして次のように祈った。『父よ、この若い説教者にあなたの聖霊をあたえてください。彼が牧師の担当をもつ教会を、ダラス教会の2倍にしてください。彼を大いに祝福してください。主よ。』」 | 」 |

## 神の目的主導の教会Purpose Driven Church (PDC)
献金でもなく伝統でもなく「神の目的に主導された」教会を設立する理念を、ウォレン牧師は「目的主導型教会」と呼ぶ。その理論や方法は、彼が1995年に書いた『パーパス・ドリブン・チャーチ(PDC)』（日本語訳『健康な教会へのかぎ』）において述べられている。サドルバック教会は「神の目的主導の教会(PDC)」を実行している。この運動は、イエスによって設立された目的に沿うような教会を組織たてることを強調する。その5つとはFellowship, Discipleship, Ministry, Evangelism, Worship　である。
サドルバック教会は、リック・ウォレン牧師によって書かれた『人生を導く5つの目的』で全米の注目を集め、このPDCの運動も世界中の教会へ広まっている。

## レファレンス
from enSaddleback Churchの、 00:49, 17 January 2007から一部翻訳。